# Brigitte (Zeitschrift)

Logo bis 2022

Brigitte ist eine deutsche Frauenzeitschrift, die in der Funke Mediengruppe zweiwöchentlich erscheint. Sie beschäftigt sich vor allem mit den Themen Mode, Kultur, Psychologie, Partnerschaft, Medizin, Umwelt, Wohnen, Beruf und Politik.

## Profil
Das Grundkonzept der Zeitschrift ist seit der Gründung 1954 fast unverändert. Die Zeitschrift ist eine Mischung aus Mode, Beauty, Kultur, Reise, Kochen, Gesundheit und Wohnen. Auch nimmt Brigitte aktuelle und gesellschaftlich relevante Themen in Reportagen, Porträts und Dossiers auf. Sie hatte 2013 die größte Redaktion unter den deutschen Frauenzeitschriften. Die Leserschaft von Brigitte bewegt sich zwischen 17 und 50, teils bis 60 Jahre.

## Geschichte

### Vorgeschichte

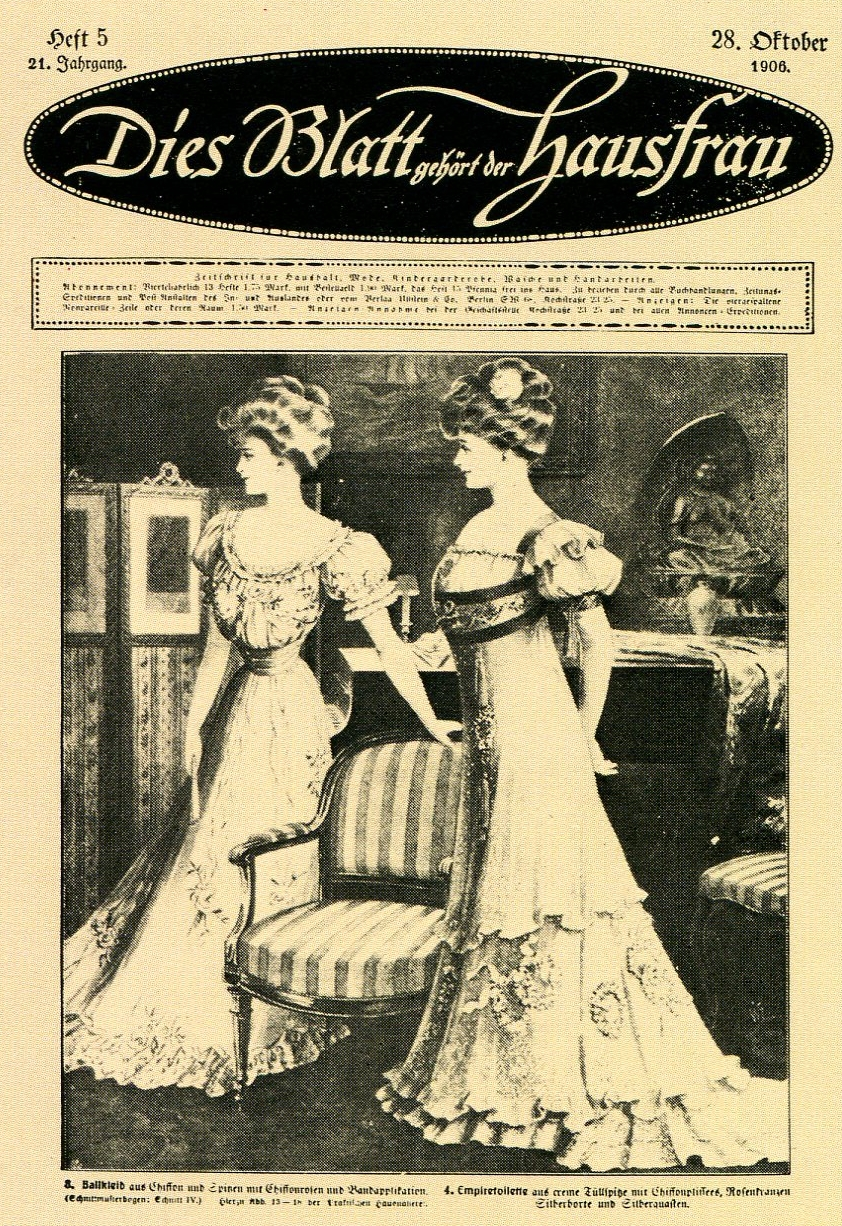
Titelbild von 1906

Brigitte geht auf die Zeitschrift Dies Blatt gehört der Hausfrau! zurück, die am 3. Juli 1886 erstmals im Berliner Friedrich Schirmer Verlag erschien. 1905 wurde sie vom Ullstein-Verlag übernommen, der sie 1915 in Ullsteins Blatt der Hausfrau umbenannte. Die Journalistin und Frauenrechtlerin Barbara von Treskow, die in den 1920er Jahren beim Blatt der Hausfrau mitzuarbeiten begann und 1933 für wenige Wochen seine Chefredakteurin wurde, wird als „geistige Mutter der Brigitte“ bezeichnet. Der Name fand bereits 1926 in einem Werbeslogan Verwendung, sowie in den von 1926 bis 1957 stattgefundenen „Brigitten-Tagen“ – bunte Abende, die von Treskow in Berlin für Frauen veranstaltete. Am 8. Juni 1957 fand im Berliner Sportpalast mit 8000 Menschen die 700. und letzte Veranstaltung statt.
Im September 1926 konnte nach der Einführung der mit dem Abonnement verbundenen Unfall- und Lebensversicherung eine deutliche Auflagensteigerung erzielt werden. Ab Oktober 1927 erschien die Zeitschrift wieder mit dem Titel Das Blatt der Hausfrau. Die österreichische Ausgabe ging 1938 in der deutschen Ausgabe auf. Ab Juni 1940 erschien die Zeitschrift nur noch monatlich; im Oktober 1944 wurde sie kriegsbedingt eingestellt. Die erste Nachkriegsausgabe erschien mit der amerikanischen Lizenz im Verlag des Druckhauses Tempelhof, Berlin und Wiesbaden, Vorm. Deutscher Verlag im Oktober 1949.

### 1952 bis 1980er Jahre
Ab 1952 wurde „Brigitte“ dem Titel hinzugefügt und nach und nach optisch immer stärker betont, bis ab dem 1. Mai 1954 der Schriftzug „Blatt der Hausfrau“ gänzlich entfiel – dieser Tag wird heute in der Verlagswerbung von Gruner + Jahr als Gründungsdatum der Brigitte bezeichnet. Damals lag die Auflage bei 200.000 Exemplaren. 1957 wurde sie vom Constanze-Verlag übernommen, dem Herausgeber der damals marktführenden Frauenzeitschrift Constanze, die im Dezember 1969 in Brigitte aufging. Constanze-Chefredakteur Hans Huffzky und seine Redakteure Peter Brasch und Hannelore Holtz (später Krollpfeiffer) erarbeiteten die inhaltliche Struktur des Blattes. Sie gilt im Wesentlichen noch heute. Im Januar 1961 wurde zunächst das österreichische Magazin Marianne, das im Wiener Ullstein Verlag erschien, eingestellt und in die Brigitte integriert. Im Mai 1961 folgte die Star-Revue, die der Constanze Verlag im Oktober 1960 vom Spiegel-Verlag übernommen hatte. Nach der Gründung von Gruner + Jahr im Juli 1965 wurde Brigitte ab Juni 1968 in der verlagseigenen Druckerei in Itzehoe gedruckt. 1970 konnte die Brigitte mit Constanze ihre verkaufte Auflage von rund einer Million von 1969 um rund 400.000 Exemplare steigern. Im März 1971 (Österreich) und im Januar 1979 (Schweiz) wurde das Angebot in diesen Ländern mit speziellen Angeboten wie einer Beilage ergänzt. Bis heute werden mehrere Zeitschriften wie Geo, Schöner Wohnen und Gala mit einem zusätzlichen Schweizer Split ergänzt. Nach einem weiteren Relaunch des Konzeptes im Januar 1980 wurde Brigitte 1985 Marktführerin, vor Für Sie und freundin.
Bereits Ende der sechziger Jahre wurde die politische Berichterstattung verstärkt. Insbesondere die politische Repräsentanz von Frauen in den Parlamenten wurde von der Redaktion aufgegriffen. So wurde 1970 die Vorstellung der 34 weiblichen Bundestagsabgeordneten in der Brigitte mit der Frage ergänzt, wie die Gruppe, die „nicht größer als eine Schulklasse sei, weibliche Interessen durchsetzen könnten“. Um die Anzahl von Frauen im Bundestag zu erhöhen, startete Brigitte im Vorfeld der Bundestagswahl 1976 die Kampagne Wählt Frauen! und forderte ihre Leserinnen auf, Postkarten an die Parteivorsitzenden zu schicken und die Aufstellung von mehr Frauen zu fordern.

### 1990er Jahre bis Gegenwart
Ab den 1990er Jahren wurde das Magazin durch weitere Angebote, wie Bücher und Ableger-Zeitschriften kontinuierlich erweitert. Seit 2001 erscheint Brigitte Woman, seit 2011 Brigitte Mom und seit 2015 Brigitte Wir. Zuletzt kamen Brigitte Be Green und Brigitte Leben hinzu. Die Ableger wie Brigitte Young Miss (1990 bis 2006) und Brigitte Balance (2004 bis 2012) mussten allerdings wieder eingestellt werden.
Regelmäßig werden mit Partnern Studien und Analysen erstellt. 2001 erschien die Brigitte EuroKA Beauty 2001. Die EuroKA Beauty 2001 war die erste Studie, die einen Vergleich der Positionierung von 76 Beauty-Marken in fünf europäischen Kernländern nach den Kriterien Bekanntheit, Sympathie, Verwendung in den Ländern Deutschland, Frankreich, Großbritannien, Italien und Spanien erlaubte. Im gleichen Jahr wurden gemeinsam mit dem Forsa-Institut die Sehnsüchte der Deutschen untersucht. 2008 wurde gemeinsam mit dem Wissenschaftszentrum Berlin für Sozialforschung und dem Sozialforschungsinstitut infas die Studie „Frauen auf dem Sprung“ erstellt. In der Studie wurde untersucht, wie Frauen die Verteilung von Verantwortung in der Gesellschaft sehen.
Seit 2004 ist Brigitte als E-Paper-Ausgabe verfügbar. Mit den digitalen Angeboten werden aktuell pro Monat insgesamt 6,98 Millionen Unique User erreicht. Dabei sind 27 % der User männlich und 73 % sind weiblich.
Im Oktober 2009 wurde die Initiative „Ohne Models“ bekannt gegeben, nach der ab dem 2. Januar 2010 in der Brigitte und ihren Ablegern und Onlineportalen für sämtliche Fotostrecken keine professionellen Models, insbesondere keine Magermodels, mehr fotografiert werden, sondern nur noch „normale“ Frauen. Die Brigitte bekam für die Initiative viel Beifall und Zustimmung, Kritiker meinten, es würde sich lediglich um eine PR-Strategie handeln. Ab Herbst 2012 zeigte die Brigitte wieder professionelle Models in ihrem Heft.
Seit 2017 wird den Lesern eine Brigitte Shopping Card angeboten, mit der Leserinnen zwei Wochen lang Rabatte und Aktionen von Partnern aus den Bereichen Mode, Beauty, Food, Living und Lifestyle nutzen können.
Mit Brigitte Live und der Brigitte Academy werden seit 2017 neue Veranstaltungsformate, in der Corona-Pandemie komplett digital, angeboten.
2023 wurden die Zeitschriften Brigitte Woman, Brigitte Wir, Brigitte Leben!, Brigitte Be Green und Brigitte Mom eingestellt.
Im März 2025 verkaufte RTL Deutschland, das Mutterunternehmen von Gruner + Jahr, die Marken Brigitte, Gala und Eltern an die Funke Mediengruppe.

## Auflage
Brigitte hat in den vergangenen Jahren erheblich an Auflage eingebüßt. Die verkaufte Auflage ist seit 1998 um 79 Prozent gesunken. Sie beträgt gegenwärtig 197.940 Exemplare. Das entspricht einem Rückgang von 742.850 Stück. Der Anteil der Abonnements an der verkauften Auflage liegt bei 48,6 Prozent.
| 1998   | 1999   | 2000   | 2001   | 2002   | 2003   | 2004   | 2005   | 2006   | 2007   | 2008   | 2009   | 2010   | 2011   | 2012   | 2013   | 2014   | 2015   | 2016   | 2017   | 2018   | 2019   | 2020   | 2021   | 2022   | 2023   | 2024   |
| ------ | ------ | ------ | ------ | ------ | ------ | ------ | ------ | ------ | ------ | ------ | ------ | ------ | ------ | ------ | ------ | ------ | ------ | ------ | ------ | ------ | ------ | ------ | ------ | ------ | ------ | ------ |
| 940790 | 926845 | 958258 | 878632 | 830589 | 800801 | 771281 | 769659 | 784946 | 770020 | 729376 | 693248 | 667057 | 635532 | 577049 | 544271 | 533661 | 519523 | 460265 | 398279 | 389259 | 344608 | 303155 | 285315 | 237153 | 240655 | 203173 |

| 1998   | 1999   | 2000   | 2001   | 2002   | 2003   | 2004   | 2005   | 2006   | 2007   | 2008   | 2009   | 2010   | 2011   | 2012   | 2013   | 2014   | 2015   | 2016   | 2017   | 2018   | 2019   | 2020   | 2021   | 2022   | 2023   | 2024  |
| ------ | ------ | ------ | ------ | ------ | ------ | ------ | ------ | ------ | ------ | ------ | ------ | ------ | ------ | ------ | ------ | ------ | ------ | ------ | ------ | ------ | ------ | ------ | ------ | ------ | ------ | ----- |
| 224642 | 240124 | 265594 | 257648 | 256336 | 252720 | 246135 | 244972 | 248899 | 232338 | 212865 | 191242 | 171803 | 154331 | 138668 | 135307 | 139894 | 131056 | 122912 | 126502 | 120799 | 120524 | 126663 | 126918 | 114949 | 116057 | 95237 |

## Redaktion

### Chefredakteure
- 1954–1956: Dieter Conrads[42]
- 1956–1957: Gerhard Emskötter und Klaus Besser[43][44]
- 1957: Hans Huffzky[45]
- 1957–1984: Peter Brasch[46]
- 1984–1985: Wolfhart Berg[47]
- 1985: Anne von Blomberg[48]
- 1985–2001: Anne Volk[49]
- 2001–2002: Beatrix Kruse[50][51]
- 2002–2009: Andreas Lebert[52]
- 2009–2012: Andreas Lebert und Brigitte Huber[53][54]
- 2012–2013: Brigitte Huber und Stephan Schäfer[55]
- 2013–2023: Brigitte Huber
- seit 2023: Susanna Riethmüller

### Bekannte Mitarbeiter
- Murat Türemiş, Fotograf
- F. C. Gundlach, Fotograf[56]
- Charlotte March, Fotografin[57]
- Will McBride, Fotograf[58]
- Elisabeth Niggemeyer, Fotografin[59]
- Barbara Niggl-Radloff, Fotojournalistin[60]
- Fritz Peyer, Fotojournalist[61]
- Hans Söhnker, Schauspieler
- Ildikó von Kürthy, Schriftstellerin[62]
- Gottfried Sello, Kunsthistoriker[63]
- Elke Heidenreich, Schriftstellerin[64][65]
- Fritz Wolf, Grafiker und Karikaturist[66]
- Horst Haitzinger, Karikaturist
- Sempé, Zeichner und Karikaturist
- Marunde, Zeichner, Illustrator und Cartoonist[67]
- Eva Heller, Schriftstellerin[68]
- Jutta Bauer, Illustratorin[69]
- Frauke Koops, Autorin[70]
- Kathrin Tsainis, Journalistin und Schriftstellerin

## Veranstaltungen

### „Brigitte Academy“
Die Brigitte Academy - Die Weiterbildungsplattform ist seit 2017 als Plattform für die persönliche Weiterentwicklung von Frauen – im Beruf und im Privatleben – Teil von Brigitte. Frauen sollen unterstützt werden, sich mehr zuzutrauen und mehr zu fordern. Dabei gibt die Brigitte Academy einen Überblick und Orientierung, zeigt Chancen und Perspektiven auf, vermittelt Wissen und Skills und lädt zum Austausch unter Gleichgesinnten ein. Dazu gibt es sowohl Print- oder Online-Artikel, Beiträge in den Social-Media-Kanälen, kleine Meet-Up-Veranstaltungen oder große Symposien mit prominenten Gästen (z. B. Ursula von der Leyen, Katharina Fegebank, Malu Dreyer). Der Schwerpunkt liegt in den Bereichen Karriere, Engagement und Finanzen. Im Zuge der Corona-Krise werden seit 2020 zahlreiche Veranstaltungsformate als digitale Events angeboten.

### „Brigitte Live“
Die Gesprächsreihe Brigitte Live wurde im Bundestagswahljahr 2013 gestartet. Zunächst unter dem Motto „Frauen wählen!“ wurden sieben Spitzenpolitikerinnen, u. a. Bundeskanzlerin Angela Merkel, eingeladen. Das Format läuft seitdem unter dem Motto Brigitte Live: Die Stunde der Frauen; hier kommen regelmäßig weibliche Vorbilder aus Wirtschaft, Kultur, Wissenschaft und Politik zu Wort.
Im Rahmen der Frankfurter Buchmesse finden regelmäßig Brigitte Live-Veranstaltungen mit Autorinnen statt.
Berühmt wurde die Veranstaltung mit Angela Merkel vom 26. Juni 2017, in dessen Verlauf sie vom Nein der CDU bei der Ehe für alle abrückte und sich zu dem damaligen Kanzlerkandidaten der SPD, Martin Schulz äußerte. Sie äußerte sich damals auf die Frage „Wann darf ich meinen Freund Ehemann nennen?“ eines Teilnehmers dahingehend, dass sie sich eine Diskussion wünsche, die „eher in Richtung einer Gewissensentscheidung geht“. In der letzten Bundestagssitzung vor der Sommerpause am 30. Juni 2017 wurde der entsprechende Gesetzentwurf beschlossen. Auf die Unterstellung von Schulz auf dem SPD-Parteitag in Dortmund, ihr Wahlkampf sei ein „Anschlag auf die Demokratie“, weil sie möglichst wenig konkrete Aussagen mache, reagierte Merkel mit der Aussage „Schwamm drüber, würde ich sagen.“

## Ableger

### Markenfamilie
Zur aktuellen Brigitte-Welt gehören:
- Brigitte Woman (seit 2001)[92][93]: Das Magazin Brigitte Woman (Erscheinungsweise: monatlich) bietet seinen Leserinnen, Frauen über 40, nach eigener Aussage einen „kurzen Ausstieg aus dem Karussell unterschiedlicher Ansprüche, die an sie gestellt werden.“ Deshalb verzichtet das Heft auf klassische Frauenmagazinthemen wie Diäten oder Haushaltstipps und fokussiert sich stattdessen auf journalistisch anspruchsvoll aufbereitete Lesestücke.[94]
- Brigitte Mom (seit 2011)[95][96]: Brigitte Mom (Erscheinungsweise: 4 mal im Jahr) ist ein Lifestyle-Magazin für Mütter zwischen 20 und 40 Jahren.[97]
- Brigitte Wir (seit 2015)[98][99]: Das Magazin Brigitte Wir, das 6 mal im Jahr erscheint, richtet sich als Magazin an Frauen ab 60.[100]
- Brigitte Be Green (seit 2019)[101]: Das Nachhaltigkeitsmagazin Brigitte Be Green, das zweimal im Jahr erscheint, richtet sich an Frauen in der Altersgruppe von 25 bis 49. Das Magazin soll Lust auf Nachhaltigkeit machen und aufzeigen, wie diese ohne großen Aufwand in den Alltag integriert werden kann. Das Magazin wird in Zusammenarbeit mit Green-Influencern herausgegeben.[102][103][104]
- Brigitte Leben: Nach zwei Ausgaben mit der Psychotherapeutin Stefanie Stahl wurde 2021 ein neues Konzept umgesetzt. Das Heft erweiterte sein Angebot um bekannte Experten aus den Bereichen Ernährung, Gesundheit und Bewegung. Gemeinsam mit der Redaktion entwickeln diese eine oder auch mehrere Ausgaben mit dem Ziel, Leserinnen, die an ihrer Weiterentwicklung interessiert sind, zu unterstützen.[105][106]

Im Februar 2023 hat der Verlag Gruner + Jahr angekündigt, die Ableger einstellen zu wollen.
Eingestellte Ableger
- Brigitte Young Miss erschien von 1990 bis 2006. Zielgruppe waren junge Frauen im Alter von 14 bis 25 Jahren.[108]
- Brigitte Balance erschien von 2004 bis 2012. Schwerpunkte des Magazins waren Fitness, Ernährung und Medizin.[109]

### Sonderhefte (Auswahl)
- Themenpaket Immobilien
- Themenpaket Vermögensaufbau
- Themenpaket Gesund
- Themenpaket Familie
- Themenpaket Freizeit
- Brigitte Special Reisen mit Kindern[110]
- Brigitte Workbook 2020[111]

### Digitale Angebote
Die Printausgabe wird ergänzt durch die digitale Ausgabe und die Brigitte.de App. Mit der App haben die Benutzer Zugriff auf die Inhalte der Brigitte. Die App umfasst dabei auch Themen wie Mode- und Beauty-Trends, Partnerschaft, Familie, Gesundheit und Rezepte. Auch die weiteren Ableger wie Brigitte Mom und Brigitte Woman sind digital vertreten. Ergänzt wird das digitale Angebot um die Brigitte Apps zu Fitness, Yoga und Health.
Die Redaktion produziert verschiedene Podcasts.
- Brigitte Bücher – Der Literaturpodcast[119]
- Dr. Anne Fleck – Podcast
- Brigitte Be Green-Podcast[120][121]
- Brigitte Academy Finanz-Podcast für Frauen (seit 2020)[122][123]
- Brigitte-Podcast: Paaradox: Der Podcast entsteht mit dem Paartherapeutenpaar Claudia Clasen-Holzberg und Oskar Holzberg. Er erscheint vierzehntäglich immer montags.[124]

Alle Podcasts werden von dem Unternehmen Audio Alliance in Berlin produziert, das zentral alle Podcasts und Audio-demand-Angebote der sechs Bertelsmann Content Alliance-Partner RTL Deutschland, RTL Radio Deutschland, UFA, Verlagsgruppe Random House, Gruner + Jahr und BMG betreut.

### Bücher / „Brigitte Buch“
Das erste Brigitte-Buch erschien 1970. Allein von den ersten drei Brigitte-Diät-Büchern verkauften sich bis Anfang 1986 über zwei Millionen Exemplare. Bis Mitte 1982 erschienen im Bertelsmann-Ratgeber-Verlag und im Mosaik-Verlag fast ein Dutzend Bücher, die aus der Redaktionsarbeit der Sachressorts hervorgingen. Es handelt sich dabei nicht um eine Zweitverwertung von bereits in der Zeitschrift erschienenen Beiträgen. Mit der Buchmesse im Herbst 1982 wurden die Bücher inhaltlich und optisch neu ausgerichtet. Seit dem Neuauftritt 1982 bis Frühjahr 1986 erschienen allein 28 Bücher.
2006 erschienen die Bücher gemeinsam mit dem Münchner Diana Verlag unter dem Label Brigitte Buch.
Außerdem wurde in Zusammenarbeit mit dem Hamburger Verlag Edel Books die Brigitte Kochbuch-Edition publiziert. Die insgesamt acht Bände umfassende Reihe zeigte beliebteste Rezepte zu den Themen „Veggie“, „Landküche“, „Festlich“, „Backofen“, „Balance“, „30 Minuten“, „Backen“ und „Pasta“.

### Weitere Zeitschriften
Aus dem Redaktionsbereich und dem Redaktionsteam der Brigitte werden weitere Zeitschriften produziert. Das Persönlichkeits-Magazin Barbara stellte die erste Diversifikation außerhalb der engeren Brigitte-Titelfamilie dar. Außerdem das Magazin Guido mit Guido Maria Kretschmer. Die beiden Personalitymagazine sollen eingestellt werden.
„Barbara“
Das Magazin Barbara, benannt nach Barbara Schöneberger, erschien zehnmal jährlich von 2015 bis 2023. Sie fungiert dabei auch als Editor-at-Large und ist damit Ideengeberin und Inspiration für das Magazin. Seit 2017 wird Barbara auch digital publiziert.
„Guido“
Mit Guido Maria Kretschmer als Namensgeber erschien von 2018 bis 2023 das Magazin Guido. Von der Startauflage wurden mehr als 200.000 Hefte verkauft. Das Magazin Guido richtete sich an Frauen zwischen 30 und 55 Jahren, die berufstätig sind und über eine gehobene Bildung verfügen.
„Brigitte Leben – Das Coachingmagazin“
Von 2019 bis 2023 erschien in Kooperation mit Stefanie Stahl, einer Psychotherapeutin, das Brigitte Leben-Das Coachingmagazin. Nach zwei Ausgaben wurde das Konzept 2021 weiterentwickelt. Die darauffolgenden Ausgaben werden gemeinsam mit der Gesundheitsscout Anne Fleck produziert.

## Sonstige Aktivitäten
Zusammen mit dem Innenarchitekten und Industriedesigner Rolf Heide, der zunächst als freier Mitarbeiter für Brigitte tätig war, entwickelte die Redaktion in den 60er Jahren die seinerzeit bahnbrechende Idee, zerlegbare Designermöbel für den Versand zu entwerfen. Im Jahr 1966 entwarf Heide mit Brigitte seine legendäre Stapelliege als zerlegbares Möbel für den Versandhandel.
2017 und 2021 wurde die Studie „Mein Leben, mein Job und ich“ gemeinsam mit dem Meinungsforschungsinstitut Ipsos durchgeführt. Gefragt wurde, wie Frauen und Männer heutzutage über ihren Job denken, ihre Beziehung, Kinder und Geld. Darüber hinaus über ihre Perspektiven und Herausforderungen und was ihnen wichtig sei. Abschließend wurde nach der beruflichen Situation und den finanziellen Möglichkeiten gefragt.
Bereits zum dritten Mal publizierte Brigitte im September 2020 die gemeinsam mit Territoty Embrace erarbeitete Brigitte-Arbeitgeberstudie. Die Arbeitgeberstudie sucht die besten Unternehmen für Frauen. Dafür wurden bundesweit Unternehmen gebeten, einen Fragebogen auszufüllen, der von Brigitte gemeinsam mit fünf Expertinnen entwickelt wurde. Dies sind die Aufsichtsrätin Janina Kugel, die Ökonomin Katharina Wrohlich, die Fair Pay-Expertin Henrike von Platen, Ana-Cristina Grohnert von der Arbeitgeberinitiative Charta der Vielfalt und Susanne Hüsemann, Geschäftsführerin von Queb Bundesverband für Employer Branding, Personalmarketing und Recruiting. Bei der Studie wird das Engagement der Firmen in vier Bereichen bewertet, die für die Chancengleichheit von Frauen von Bedeutung sind: die Vereinbarkeit von Beruf und Familie, die Flexibilität der Arbeit, Maßnahmen zur Karriereförderung sowie der Stellenwert von Transparenz und Gleichstellung im Unternehmen. Auch der Frauenanteil in Führungspositionen sowie die selbst auferlegten Frauen-Quoten der Unternehmen wird mit Punkten bewertet.